# Veini Vehviläinen
Veini Vehviläinen (* 13. Februar 1997 in Jyväskylä) ist ein finnischer Eishockeytorwart, der seit November 2022 erneut bei JYP Jyväskylä aus der finnischen Liiga unter Vertrag steht. Vehviläinen bestritt eine Partie für die Columbus Blue Jackets in der National Hockey League (NHL). Mit der finnischen Nationalmannschaft gewann er die Goldmedaille bei der Weltmeisterschaft 2019.

## Karriere
Veini Vehviläinen begann seine Karriere als Eishockeyspieler in seiner Geburtsstadt in der Nachwuchsabteilung von JYP Jyväskylä, für den er am 19. September 2015 mit einem Shutout gegen die Pelicans in der Liiga debütierte. Seit 2014 spielt er zudem für JYP-Akatemia, Ausbildungsteam und Kooperationspartner von JYP Jyväskylä, in der zweitklassigen Mestis. Bei den NHL Entry Drafts 2015 und 2016 war er vom Central Scouting Service als sechst- (2015) bzw. drittbester (2016) europäischer Nachwuchstorwart eingestuft worden, wurde aber nicht gedraftet. Im Januar 2017 wurde er bis zum Saisonende an Vaasan Sport aus der Liiga ausgeliehen.
Im April 2017 wechselte der Torhüter innerhalb der Liiga zu Oulun Kärpät und fungierte bei dem Team in der Saison 2017/18 als Stammtorwart, sodass sein Vertrag bereits im Dezember 2017 um zwei Jahre verlängert wurde. Am Saisonende gewann er mit Kärpät die finnische Meisterschaft, während er persönlich mit der Urpo-Ylönen-Trophäe als bester Torhüter ausgezeichnet wurde. Im NHL Entry Draft 2018 wurde er wenig später an 173. Position von den Columbus Blue Jackets berücksichtigt. In der Folgesaison 2018/19 führte er die gesamte Liiga in Siegen (25), Gegentorschnitt (1,58) und Fangquote (92,3 %) an, sodass er die Urpo-Ylönen-Trophäe verteidigte.
Die Columbus Blue Jackets statteten den Finnen im Juni 2019 mit einem Einstiegsvertrag aus, bevor er im Rahmen der Vorbereitung auf die Spielzeit 2019/20 erwartungsgemäß an die Cleveland Monsters abgegeben wurde, das Farmteam der Blue Jackets aus der American Hockey League (AHL). Für die Off-Season in Herbst und Winter 2020 kehrte er leihweise zu JYP Jyväskylä zurück, bevor er schließlich im März 2021 sein Debüt für die Blue Jacket in der National Hockey League (NHL) gab, als er seinen Landsmann Joonas Korpisalo ersetzte. Wenig später allerdings gab ihn Columbus noch im gleichen Monat im Tausch für Mikko Lehtonen an die Toronto Maple Leafs ab. Dort kam er im restlichen Saisonverlauf zu vier Einsätzen für das Farmteam Toronto Marlies, ehe er im Juli 2021 zum schwedischen Klub Brynäs IF in die Svenska Hockeyligan (SHL) wechselte.
Für den schwedischen Erstligisten absolvierte der Finne bis zum November 2022 insgesamt 53 Partien. Nach einem schwachen Start in die Spielzeit 2022/23, in der er in seinen ersten vier Einsätzen sieglos blieb und seinem Stammplatz aus dem Vorjahr an Anders Lindbäck verlor, trennten sich beide Parteien. Vehviläinen kehrte daraufhin umgehend zu seinem Stammverein JYP Jyväskylä nach Finnland zurück.

### International
Für Finnland nahm Vehviläinen im Juniorenbereich an der U18-Weltmeisterschaft 2015 und den U20-Weltmeisterschaften 2016 und 2017 teil. Mit der U18-Auswahl wurde er 2015 Vizeweltmeister, wurde in das All-Star-Team des Turniers gewählt und erreichte die zweitbeste Fangquote nach dem Russen Anton Krassotkin und den zweitbesten Gegentorschnitt nach dem US-Amerikaner Evan Sarthou. Im Folgejahr konnte er mit den U20-Junioren sogar Weltmeister werden. 2017 musste er mit den Finnen bis zum letzten Spiel gegen den Abstieg aus der Top-Division kämpfen und trug mit der besten Fangquote und dem geringsten Gegentorschnitt des Turniers maßgeblich dazu bei, dass der Klassenerhalt gelang.
Für die A-Nationalmannschaft seines Heimatlandes debütierte Vehviläinen im Rahmen der Weltmeisterschaft 2019 und gewann dort mit dem Team prompt den Weltmeistertitel.

## Erfolge und Auszeichnungen
- 2018 Finnischer Meister mit Oulun Kärpät
- 2018 Urpo-Ylönen-Trophäe
- 2019 Urpo-Ylönen-Trophäe

### International
| - 2015 Silbermedaille bei der U18-Weltmeisterschaft - 2015 All-Star-Team der U18-Weltmeisterschaft - 2016 Goldmedaille bei der U20-Weltmeisterschaft | - 2017 Beste Fangquote und geringster Gegentorschnitt bei der U20-Junioren-Weltmeisterschaft - 2019 Goldmedaille bei der Weltmeisterschaft |

## Karrierestatistik
Stand: Ende der Saison 2021/22

### International
Vertrat Finnland bei:
| - Ivan Hlinka Memorial Tournament 2014 - U18-Weltmeisterschaft 2015 - U20-Weltmeisterschaft 2016 | - U20-Weltmeisterschaft 2017 - Weltmeisterschaft 2019 |

(Legende zur Torhüterstatistik: GP oder Sp = Spiele insgesamt; W oder S = Siege; L oder N = Niederlagen; T oder U oder OT = Unentschieden oder Overtime- bzw. Shootout-Niederlage; Min. = Minuten; SOG oder SaT = Schüsse aufs Tor; GA oder GT = Gegentore; SO = Shutouts; GAA oder GTS = Gegentorschnitt; Sv% oder SVS% = Fangquote; EN = Empty Net Goal; 1 Play-downs/Relegation; Kursiv: Statistik nicht vollständig)